# Etizolam
Etizolam, C17H15ClN4S, är ett bensodiazepin-derivat inom Tienodiazepin-gruppen som sedan den 15 december 2012 är narkotikaklassat.
Etizolam är godkänt som läkemedel inom EU, men har dock aldrig använts inom den svenska sjukvården. Preparatet finns däremot som receptbelagd medicin i bland annat Italien, Indien, Japan och Storbritannien. I medicinskt syfte skrivs etizolam ut som sömnmedel, lugnande-, muskelavslappnande- och ångestdämpande medel. Varunamn är bland andra Etilaam och Etizest.

## Bakgrund
Etizolam upptäcktes och utvecklades av det japanska företaget Yoshitomi Pharmaceutical (senare Mitsubishi Tanabe Pharma) under varunamnet Depas som godkändes och släpptes mars 1984.
I Sverige började preparatet säljas på internet som en RC-drog så sent som omkring år 2011.
Läkemedelsverket uppmanade regeringen att etizolam skulle narkotikaklassas efter att under en tid sålts öppet som en nätdrog och ett ökat missbruk av preparatet uppmärksammats.